# Malíř

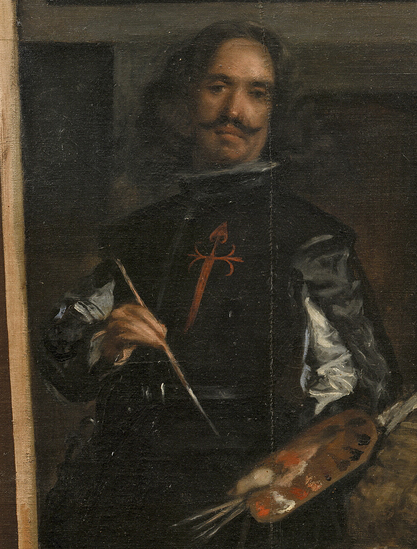
Detail z obrazu Las Meninas Diega Velázqueze, kde se malíř zobrazil při práci

Malíř je umělec, který vytváří obrazy, dvourozměrná umělecká díla, nanášením barviva na povrchy jako je papír, plátno, dřevo, sklo, či glazuru keramických a porcelánových nádob. Používá efekt kompozice a dalších estetických hledisek k vyjádření výrazu, myšlenky vytvořeného uměleckého díla.
Umělecké malby jsou užívány jako způsob prezentace, dokumentující a vyjadřující různorodé pohnutky, témata ve škále tak široké, jak široká je myšlenková pestrost a praktická zručnost umělce. Malby mohou být naturalistické, popisné, mohou vyprávět určitý příběh, mohou užívat symbolů, vyjadřovat emoce nebo mohou být i přesnými portréty konkrétních osob. V historii malířských děl dominují duchovní témata a myšlenky zobrazené na dekoracích hliněných nádob po biblické scény na stěnách interiérů chrámů, v nichž se k vyobrazení božstev užívají lidské postavy.
Za patrona malířů je považován sv. Lukáš.